# Summer Lake
Summer Lake az Amerikai Egyesült Államok északnyugati részén, Oregon állam Lake megyéjében, az Oregon Route 31 mentén elhelyezkedő önkormányzat nélküli település.

## Története
A John C. Frémont százados által elnevezett azonos nevű tó 32 kilométer hosszan és 16 kilométer szélesen terül el. A földmérők a területet egy szűk szirten át közelítették meg. Frémont az alábbiakat jegyezte fel:
Lábunknál… több mint ezer láb [305 méter] mélyen… egy gyönyörű zöld prérit pillantottunk meg, ahol a hegy lábánál egy húsz mérföld [32 kilométer] tó terül el… A három láb [egy méter] mély hóban reszketve azonnal felkiáltottunk, hogy ezeknek a hirtelen és heves ellentétben álló helyeknek a Nyár-tó és a Tél-gerinc neveket kell adnunk.
Az első telepesek 1870-ben érkeztek, azonban a felvidék terméketlensége miatt hamar továbbálltak, így a térség lakosságának száma soha nem haladta meg a néhány száz főt.

## Éghajlat
A település éghajlata kontinentális (a Köppen-skála szerint Dfb).
| Hónap                                            | Jan.  | Feb.  | Már.  | Ápr.  | Máj. | Jún. | Júl. | Aug. | Szep. | Okt.  | Nov.  | Dec.  | Év    |
| ------------------------------------------------ | ----- | ----- | ----- | ----- | ---- | ---- | ---- | ---- | ----- | ----- | ----- | ----- | ----- |
| Rekord max. hőmérséklet (°C)                     | 17,0  | 21,0  | 24,0  | 30,0  | 36,0 | 39,0 | 42,0 | 39,0 | 39,0  | 35,0  | 23,0  | 18,0  | 42,0  |
| Átlagos max. hőmérséklet (°C)                    | 5,3   | 8,1   | 11,2  | 15,5  | 20,5 | 15,8 | 30,8 | 30,3 | 25,6  | 18,7  | 9,4   | 5,4   | 16,4  |
| Átlaghőmérséklet (°C)                            | 0,3   | 2,6   | 5,0   | 8,1   | 12,4 | 16,8 | 20,7 | 20,1 | 15,8  | 10,2  | 3,9   | 0,5   | 9,7   |
| Átlagos min. hőmérséklet (°C)                    | −4,6  | −3,0  | −1,3  | 0,7   | 4,3  | 7,9  | 10,7 | 9,9  | 6,0   | 1,7   | −1,7  | −4,4  | 2,2   |
| Rekord min. hőmérséklet (°C)                     | −33,0 | −27,0 | −17,0 | −11,0 | −7,0 | −2,0 | 1,0  | −5,0 | −6,0  | −12,0 | −26,0 | −28,0 | −33,0 |
| Átl. csapadékmennyiség (mm)                      | 40    | 32    | 29    | 25    | 30   | 22   | 14   | 13   | 15    | 20    | 42    | 42    | 324   |
| Forrás: Nemzeti Óceán- és Légkörkutatási Hivatal |       |       |       |       |      |      |      |      |       |       |       |       |       |

## Oktatás
A település iskolája 1890 és 1919, majd 1926 és 1929 között működött a Harris család által épített létesítményben. Bezárását követően a diákok Paisley-ben tanulnak.

## Tájvédelmi körzet
A térségben több mint kétszázötven madárfaj (például fehérfejű rétisas, kanadai lúd és héja) él, ezért népszerű madármegfigyelő hely. A közeli tájvédelmi körzet egy vizenyős területből és az Oregon-felvidékből áll. Székhelye az országút mentén, a település déli határán található.

## Fordítás
- Ez a szócikk részben vagy egészben  a   Summer Lake, Oregon című angol Wikipédia-szócikk ezen változatának fordításán alapul.  Az eredeti cikk szerkesztőit annak laptörténete sorolja fel. Ez a jelzés csupán a megfogalmazás eredetét és a szerzői jogokat jelzi, nem szolgál a cikkben szereplő információk forrásmegjelöléseként.